# Талый Ключ (Марий Эл)
Талый Ключ (мар. Йошкарэҥер) — деревня в Мари-Турекском районе Республики Марий Эл. Входит в состав Хлебниковского сельского поселения.

## География
Находится в восточной части республики Марий Эл на расстоянии приблизительно 29 км по прямой на юго-восток от районного центра посёлка Мари-Турек.

## История
Основана переселенцами из Лебяжского уезда Вятской губернии. В 1859 году в деревне было 35 дворов, 293 человека. К 1930-м годам в Талом Ключе было 90 домов. В 1954 году деревня была переведена в Марийскую республику. В 1959 году в деревне проживало 136 жителей, в 1970 году — 120. Начиная с 1970-х годов население сатло разъезжаться. В 1979 году в деревне было 93 жителя, в 2000 году осталось 16 дворов. В советское время работали колхозы «Заря коммунизма», совхозы имени Кирова и «Ломовский».

## Население
Население составляло 25 человек (русские 28 %, удмурты 56 %) в 2002 году, 12 в 2010.